# ボイズンガルズ
『ボイズンガルズ』は、1994年4月3日から1995年3月26日まで朝日放送とテレコムスタッフの共同制作により、テレビ朝日系列局で毎週日曜 9:30 - 10:00 （JST）に全51回放送されたトークバラエティ番組である。

## 概要
番組タイトルは "BOYS and GIRLS" をネイティブスピーカー風になまらせたもので、スタジオセットにもこの英単語が記されていた。
ロックボーカリストで小説家でもある大槻ケンヂが司会を担当、各回のゲストと少年少女期の思い出話をきっかけにトークを展開し、その合間に随時映画情報や音楽情報を入れるというスタイルで進行していた。他に、大槻の趣味・嗜好を前面に押し出した面白情報コーナー「OK!オーケン」もあった。番組初回のゲストは千葉麗子、最終回のゲストは吉野公佳。この他、福山雅治らがゲスト出演した。
制作局の朝日放送では、日曜午前の本放送でカットされたトーク映像を再編集・再構成した60分バージョン『ボイガルナイト』も深夜に放送されていた。

## 司会
- 大槻ケンヂ[1]
- 水野美紀（1994年4月 - 1994年9月）[1]
- 菅野美穂（1994年10月 - 1995年3月）

## スタッフ
- 構成：飯田まち子、下等ひろき
- ナレーター：片石千春
- TD：田沢政春
- CAM：八木寿郎
- VE：新堀国雄、和田哲郎
- 照明：向出進
- ロケ技術：松橋邦彦、志水敏明
- 美術：佐藤隆男（シュガー）、桜井正浩、藤野路弘
- イラスト：糸井大介
- CG：ビルドアップ
- 編集：大野雅信
- MA：村田昌栄
- 音効：宮阪睦美
- 記録：小宮高子
- 協力：スパイラルアーツ、ティーンズ委員会
- 技術協力：千代田ビデオ
- デスク：伊澤玲子、田中未環子
- AD：森山宏昭、羽立甲治
- ディレクター：山本信幸、池田よしひろ、望月一枝
- 演出：野別英明（テレコムスタッフ）
- プロデューサー：山田裕康（テレコムスタッフ）、姉崎裕（Me&Her）、清水厚志（朝日放送）
- 制作協力：Me&Her
- 制作：テレコムスタッフ、朝日放送

## オープニングテーマ
- 香菜、頭をよくしてあげよう（筋肉少女帯）

## 放送局
| 放送対象地域   | 放送局           | 系列           | 備考   |
| -------------- | ---------------- | -------------- | ------ |
| 近畿広域圏     | 朝日放送         | テレビ朝日系列 | 制作局 |
| 関東広域圏     | テレビ朝日       | テレビ朝日系列 |        |
| 北海道         | 北海道テレビ     | テレビ朝日系列 |        |
| 青森県         | 青森朝日放送     | テレビ朝日系列 |        |
| 宮城県         | 東日本放送       | テレビ朝日系列 |        |
| 秋田県         | 秋田朝日放送     | テレビ朝日系列 |        |
| 山形県         | 山形テレビ       | テレビ朝日系列 |        |
| 福島県         | 福島放送         | テレビ朝日系列 |        |
| 新潟県         | 新潟テレビ21     | テレビ朝日系列 |        |
| 長野県         | 長野朝日放送     | テレビ朝日系列 |        |
| 静岡県         | 静岡朝日テレビ   | テレビ朝日系列 |        |
| 石川県         | 北陸朝日放送     | テレビ朝日系列 |        |
| 中京広域圏     | 名古屋テレビ     | テレビ朝日系列 |        |
| 広島県         | 広島ホームテレビ | テレビ朝日系列 |        |
| 山口県         | 山口朝日放送     | テレビ朝日系列 |        |
| 香川県・岡山県 | 瀬戸内海放送     | テレビ朝日系列 |        |
| 福岡県         | 九州朝日放送     | テレビ朝日系列 |        |
| 長崎県         | 長崎文化放送     | テレビ朝日系列 |        |
| 熊本県         | 熊本朝日放送     | テレビ朝日系列 |        |
| 大分県         | 大分朝日放送     | テレビ朝日系列 |        |
| 鹿児島県       | 鹿児島放送       | テレビ朝日系列 |        |

この他、1995年4月1日に開局した愛媛朝日テレビも、開局前のサービス放送で最終回のみをネットした。